# القابل (بني عواض)

تعديل مصدري - تعديل

القابل محلة تابعة لقرية خواله والصيرات، التابعة لعزلة بني عواض بمديرية بعدان إحدى مديريات محافظة إب في الجمهورية اليمنية، بلغ تعداد سكانها 76 حسب تعداد اليمن لعام 2004.